# Чураєво (Міякинський район)
Чура́єво (рос. Чураево, башк. Сурай) — присілок у складі Міякинського району Башкортостану, Росія. Входить до складу Менеузтамацької сільської ради.
Населення — 130 осіб (2010; 177 в 2002).
Національний склад:
- башкири — 95 %